# قلعة الرحية
قلعة الرحية تقع إلى الشمال الشرقي من مدينة حماة في سورية على مسافة تزيد عن 45 كم. على الطرف الشرقي لسلسلة الهضاب البازلتية التي تمتد من شمال شرق السلمية الشرق من بلدة الحمراء حيث تتوضع القلعة التاريخية.

## تاريخ القلعة
يرجع بعض المؤرخين والمهتمين بالآثار بناء هذه القلعة إلى الفترة الهلنستية أواخر القرن الرابع قبل الميلاد. أما أسلوب البناء المعتمد في التحصين الخارجي، فإنه يعطي انطباعا بأنه ينتمي إلى فترات تاريخية أقدم من ذلك.
أما الفخار والأواني المكتشفة في الموقع فانه يغطي أكثر من 2500 سنة من التاريخ، مما يرجح أن الموقع هو مستوطنة مدنية قديمة ذات تحصين دفاعي متقن.
ويبقى التأكد من التاريخ الحقيقي للاستيطان والتحصين في هذا الموقع رهنا بالقيام بأبحاث ودراسات أثرية علمية..

## الوصف المعماري
تم اختيار موقع بناء القلعة داخل سلسلة الهضاب البازلتية حيث يطل هذا الموقع من الشرق على منحدر حاد، يزيد ارتفاعه عن 75 م بينما يتصل بالهضبة الغربية من الغرب، وقد بني السور الخارجي للقلعة على شكل بيضوي محوره الطولي شمال شرق إلى الجنوب الغربي بطول (340) م ومحوره الصغير بطول (240) م وقد استخدم ببنائها حجارة بازلتية كبيرة الحجم مشذبة من وجه واحد وتأخذ شكل شبه مستطيل ولم يستخدم أي ملاط ومونة رابطة في هذا البناء وفي بعض المناطق تظهر بعض الأجزاء المؤلفة من مدماكين يزيد عرضاهما عن 150 سم حيث يبدو أسلوب عمارتها قريبًا من العمارة الرومانية المتأخرة.
وللسور الخارجي باب من الجهة الغربية بميلة يسيرة للجنوب حيث يظهر ساكفا الباب ويصل إلى 230 سم وإلى الجنوب من الباب يبرز السور إلى الخارج بشكل قائم ليعطي الانطباع بوجود برج بالقرب من الباب. ويقابل الباب من الداخل ممر عريض غرب – شرق يقاطعه آخر جنوب –شمال ويتفرع عنه آخر يمتد إلى الشرق وتصطف الجدران المشكلة بشبكة من المساكن على جانبي الممرات إلى داخل القلعة.
وتتميز هذه المنازل بعدم التناظر بانتظام عدد كبير من الغرف حول باحة داخلية لكل منزل ومن الصعب معرفة الوظائف التي أوكلت لهذه الغرف غير أن الانتظام حول شوارع وممرات وانتظام الغرف حول باحة داخلية هو نظام معماري قديم معروف في هذه المنطقة من سورية القديمة. ولكن غياب عناصر العمارة الكلاسيكية من تناظر وتعميد وعناصر معمارية مميزة يزيد الاعتقاد بأن هذا الموقع هو أكثر قدمًا. أما في الزاوية الجنوبية الغربية من القلعة فيقع بناء على هضبة أكثر ارتفاعًا من سوية القلعة وتتصف غرفه بالضخامة وسماكة الجدران الزائدة وقربه من الباب يجعله يمثل أحد أهم العناصر الموجودة في هذه القلعة.
إن بقايا الجدران لا زالت ظاهرة على سطح الأرض داخل القلعة مما يجعل إمكانية متابعة الطرق ورسم المساكن والغرف أمرًا ليس بالصعب وغربًا من القلعة يقع مرتفع بازلتي أقل ارتفاعًا من القلعة بقليل وقد حفر خندق تظهر بقاياه ليفصل الهضبتين.

## وصلات خارجية
- الموقع الرسمي لمحافظة حماة